# Zdeněk Müller (1952)
Zdeněk Müller (* 15. října 1952) je bývalý československý lední hokejista, útočník a trenér, je odchovancem kladenského hokeje.
Jako hráč získal s Kladnem 5× mistrovský titul a stal se vítězem PMEZ. Jako trenér pak ve dvojici s Janem Nelibou dosáhl s Kladnem na bronzové medaile, jako hlavní trenér s ním v roce 2001 dokázal postoupit do extraligy a několikrát také do play off. Po vážných zdravotních problémech způsobených mozkovou příhodou ze dne 31. 12. 2009 musel zanechat trénování. Po rekonvalescenci se však překvapivě dokázal do hokejového prostředí vrátit. V letech 2011–2014 působil jako oficiální skaut klubu HC Kladno, současně pak vypomáhal trenérům u kladenských mládežnických mužstev.
Před sezonou 2016/2017 pak přijal nabídku od třetiligového HC Slaný, které nyní trénuje.

## Hráčská kariéra
Lední hokej začal hrát v družstvu žáků již v roce 1963. Hráčem A mužstva v Kladně byl v letech 1974–1986, sehrál celkem 765 utkání a vstřelil 286 branek. Z toho v nejvyšší soutěži 417 zápasů a 126 branek. Je pětinásobným mistrem československé republiky a vítězem Poháru mistrů evropských zemí.

## Trenérská kariéra
Po skončení velmi úspěšné hráčské kariéry se vydal na práci trenérskou. V letech 1987–1990 trénoval kladenské mládežnické celky. Poté na dobu dvou let odešel trénovat do Japonska – Furukawy Denko. V roce 1992 se vrátil do Kladna a s Eduardem Novákem dokončil poslední československou sezonu.
V následujících letech, tedy 1993/1994, 1994/1995 a 1995/1996, vedl s Janem Nelibou kladenský A-tým. Pod vedením této úspěšné trenérské dvojice vyhrálo Kladno základní část a v play off dosáhlo 3. místa, což je dosud nejlepší umístění Kladna v samostatné české nejvyšší hokejové soutěži.
Od sezony 1997/98 do konce sezony 1999/2000 působil jako hlavní trenér v Kralupech nad Vltavou. V sezoně 2000/2001 v Berouně a poté v sezoně 2001/2002 v Ústí nad Labem.
V roce 2002 se, po sestupu Kladna do 1. ligy, se stal trenérem A-týmu v Kladně.
V sezóně 2002/2003 kladenský klub vyhrál 1. ligu a podařilo se mi postoupit zpět do extraligy.
Po tomto úspěchu vedení klubu navázalo se Zdeňkem Müllerem dlouhodobou spolupráci. Kladenské mužstvo vedl v extraligových sezonách 2003/2004, 2004/2005, 2005/2006, 2006/2007, 2007/2008, 2008/2009 a 2009/2010 (se sezonou 2002/2003 (postup z 1. ligy) tedy celkem osm let v kuse). Pod jeho vedením se Kladno v první extraligové sezoně po roční pauze bez problémů vyhnulo záchranným bojům a skončilo na 9. místě. Od následující sezony se Kladno pod jeho vedením celkem 3× dostalo do play off (nejvyššího umístění dosáhlo v sezoně 2004/2005 – 6. místo) i přesto, že bylo hokejovými odborníky tipováno na záchranné boje. V těchto letech zářilo především výbornými přesilovkovými kombinacemi[zdroj⁠?!] a výbornou taktickou hrou.
V paměti utkvěla především sezona 2007/2008. V té Kladno začalo velice špatně a bylo po první polovině soutěže poslední s vysokou ztrátou. Fanoušci žádali jeho odstoupení a v novinách se objevovaly zprávy o tom, že jeho odvolání je na spadnutí. Stále se však nic nedělo a Zdeněk Müller, kterého mrzely pokřiky fanoušků, nabídl vedení rezignaci. Ta ale nebyla panem Jaromírem Jágrem st. a tehdejším manažerem Otakarem Černým ml. přijata. Měl možnost pracovat déle a ukázalo se, že to byla dobrá volba. Mužstvo bylo ve druhé polovině soutěže nejlepší v lize, nasbíralo nejvíce bodů a z místa posledního se dostalo na místo osmé, v předkole zvládlo porazit Plzeň a prohrálo až čtvrtfinále s Českými Budějovicemi, tedy vítězem tehdejší základní části extraligy.
V sezoně 2008/2009 ztratilo mužstvo, především díky velké marodce, v posledním kole možnost postupu do předkola play off a bojovalo ve skupině play out. Sezonu však bez problémů uhájilo. Byl připraven opustit po mnoha letech kladenskou kabinu, ale vedení ho přesvědčilo, aby pokračoval.
V sezoně 2009/2010 propáslo mužstvo především 2/4 soutěže, bylo předposlední. Trenér Müller nabídl kladenskému vedení, tak jako před dvěma lety, svoji rezignaci. Ta nebyla opět přijata a Zdeňku Müllerovi byl dán prostor k tomu, aby vyvedl mužstvo z krize. To však nemohl realizovat, neboť 31. prosince 2009 prodělal mozkovou příhodu. Poslední utkání tak Zdeněk Müller v Kladně odkoučoval dne 26. 12. 2009, tehdy tým pod jeho vedením po úžasném výkonu porazil Liberec 6:3. Na tuto variantu nebyl v Kladně nikdo připraven. Zdeňka Müllera nakonec v Kladně nahradil Otakar Vejvoda starší; který byl v té době bez angažmá. Zdeněk Müller dlouhou dobu ležel ve vážném stavu v nemocnici Na Bulovce, později byl převezen do Kladna. Zde se jeho stav začal vyvíjet k lepšímu a dokázal se vrátit do běžného života.
V závěru sezony 2010/2011 a pak v 1. polovině sezony 2011/2012 působil u mládežnických mužstev HC Kladno, zejména jako asistent Otakara Vejvody u juniorů HC Kladno.
Hokejové prostředí však neopustil, v letech 2011–2014 působil jako oficiální skaut klubu HC Kladno, současně pak vypomáhal trenérům u kladenských mládežnických mužstev. Od ročníku 2014/15 pomáhal trenéru Otakaru Vejvodovi u staršího dorostu.
Od sezony 2016/17 je trenérem HC Slaný.
Žádný jiný kladenský trenér nebyl u mužstva tak dlouho, jako on – celkem zde u dospělého mužstva odkoučoval 12 sezon, z toho 8 sezon v jednom kuse. Po Vladimíru Růžičkovi (trenér Slavie Praha od roku 2000 do roku 2014) tak drží druhý nejvyšší počet, tedy osm, sezon u jednoho mužstva v kuse.
Celkem pak odkoučoval 379 extraligových utkání v pozici, kdy byl psán jako hlavní trenér. Do těchto statistik však nejsou započteny sezony 1993/94, 94/95 a 95/96, kdy Müller vedl Kladno společně s Janem Nelibou, ale u mužstva měli shodné pravomoci, i když byl jako první trenér zapisován Jan Neliba. Tehdy společně odkoučovali dalších zhruba 153 extraligových utkání. I tato utkání je tedy nutné připsat do statistik Zdeňka Müllera, který tak v extralize odkoučoval podle neoficiálních statistik 523 utkání v nejvyšší soutěži z jiné pozice, než je pozice asistenta trenéra. Všechna tato utkání odkoučoval ve svém rodném Kladně.

## Statistiky

### Hráčská kariéra
- 1974–1986 HC Poldi Kladno

### Trenérská kariéra
- 1987–1989 Mládežnické celky HC Kladno
- 1990–1992 Furukawa Denko (Japonsko)
- 1992 – asistent trenéra HC Poldi Kladno
- 1993–1996 – HC Poldi Kladno
- 1997–2000 – HC Kralupy nad Vltavou (1. liga)
- 2000–2001 – HC Beroun (1. liga)
- 2001–2002 – HC Ústí nad Labem (1. liga)
- 2002–2003 – HC Vagnerplast Kladno (vítěz 1. ligy, postup do extraligy)
- 2003–2007 – HC Rabat Kladno
- 2007–2010 – HC Geus Okna Kladno
- 2011–2016 – mládežnické celky HC Kladno
- 2016–nyní – HC Slaný

### Klubový skaut
- 2011–2014 HC Rytíři Kladno